# William Brereton
Sir William Brereton (? - 17 de maio de 1536), nasceu no seio de uma família latifundária de Cheshire, e foi um Oficial da Casa Real de Henrique VIII de Inglaterra. Ele foi apanhado nas acusações contra Ana Bolena, julgado por traição e executado com a rainha e outros quatro. Os historiadores pensam agora que, juntamente com os outros, ele era certamente inocente. 

## Vida
Willam Brereton era o sexto filho de Sir Randle Brereton de Ipstones, Shocklach, e Malpas, Cavaleiro Camareiro de Chester, cavaleiro estandarte e cavaleiro de corpo de Henrique VII. A sua mãe era Eleanor Dutton. Juntamente com três dos seus irmãos, William entrou no serviço real. Em 1521, ele tornou-se oficial da Câmara do Rei, e a partir de 1524, da Câmara Privada. 
Em 1529, Brereton casou-se com uma viúva, Elizabeth Savage, filha de Charles Somerset, 1.º Conde de Worcester e prima em segundo grau de Henrique VIII. O primeiro marido de Lady Savage foi o neto de Sir John Savage, que tinha sido comandante de Lancaster na Batalha de Bosworth, em 1485. Quando o neto ficou cheio de dívidas e estando também preso na Torre de Londres por assassinato, todas as suas propriedades foram confiscadas a favor da Coroa, e Brereton, como oficial do rei, em Cheshire, ficou encarregue de cuidar delas. Savage morreu e o casamento de Bereton com Lady Savage estabeleceu uma relação de parentesco com o rei e, assim, consolidou a posição de Brereton como oficial real. 
Como recompensa pelo seu trabalho para com o Rei, Brereton ganhou muitas concessões em Cheshire e no País de Gales. Estas, eventualmente, renderam-lhe mais de 10 mil libras por ano. No entanto, ele exercia o poder sem escrúpulos. Por exemplo, ele projetou a execução de Sir John Eyton por instigar o assassinato de um dos seus próprios homens que tinha estado envolvido em distúrbios durante o roubo de gado. 
O Secretário de Estado, Thomas Cromwell, comandou a conspiração contra Ana Bolena. A alegação contra Brereton foi a de que Ana o seduziu em 16 de Novembro de 1533, e ambos se encontraram intimamente no dia 27 de novembro seguinte. No entanto, a futura rainha Isabel I tinha nascido a 7 de setembro. Isso teria mantido Ana em reclusão por muito tempo. Outras acusações de má conduta em Hampton Court certamente não terão acontecido, porque no momento em questão, a Corte estava em Greenwich. O historiador Eric Ives argumenta que Cromwell juntou Brereton à sua trama contra Ana a fim de acabar com a Brereton, que estava causando problemas em Gales, bem como na reorganização (e centralização) do governo local dessa área. 
As palavras de Brereton quando ele enfrentou o machado do carrasco foram "A causa pela qual eu vou morrer, eu não a julgo. Mas se você julgar, o juízo será melhor". Estas são interpretadas como uma declaração cautelosa da sua inocência, que evitaria a perda das suas propriedades.